# دار الأوبرا الملكية
دار الأوبرا الملكية بالعاصمة الأنجليزية لندن.

## تاريخ
تم بناء المسرح الملكي في عهد شارل الثاني عام 1660 غير أن حريقا هائلا أتى عليه عام 1808، أما المعلم الحالي فتعود واجهته والقاعة إلى عام 1858 في حين أن بقية أجزائه حديثة إذ أنها تعود إلى سنوات 1990. وتبلغ طاقة استيعابه 2268 متفرجا.

## وصلة خارجية
- الموقع الرسمي

لم يتم العثور على روابط لمواقع التواصل الاجتماعي.